# Saperda ohbayashii
Saperda ohbayashii là một loài bọ cánh cứng trong họ Cerambycidae.